# Challenger de Gimcheon 2017

El torneo Gimcheon Open ATP Challenger 2017 fue un torneo profesional de tenis. Perteneció al ATP Challenger Series 2017. Se disputó su 4.ª edición sobre superficie dura, en Gimcheon, Corea del Sur, entre el 1 y el 7 de mayo de 2017.

## Jugadores participantes del cuadro de individuales
| Favorito | País                     | Jugador             | Rank1 | Posición en el torneo |
| -------- | ------------------------ | ------------------- | ----- | --------------------- |
| 1        | Bandera de China Taipéi  | Lu Yen-hsun         | 55    | Segunda ronda         |
| 2        | Bandera de Rusia         | Konstantin Kravchuk | 93    | Semifinales           |
| 3        | Bandera de Canadá        | Vasek Pospisil      | 112   | Cuartos de final      |
| 4        | Bandera de Ucrania       | Illya Marchenko     | 118   | Segunda ronda         |
| 5        | Bandera de Eslovenia     | Blaž Kavčič         | 128   | Semifinales           |
| 6        | Bandera de Bélgica       | Ruben Bemelmans     | 133   | Segunda ronda         |
| 7        | Bandera de Corea del Sur | Lee Duck-hee        | 137   | Segunda ronda         |
| 8        | Bandera de Japón         | Go Soeda            | 143   | Segunda ronda         |

- 1 Se ha tomado en cuenta el ranking del 24 de abril de 2017.

### Otros participantes
Los siguientes jugadores recibieron una invitación (wild card), por lo tanto ingresan directamente al cuadro principal (WC):
- Chung Yun-seong
- Hong Seong-chan
- Kim Cheong-eui
- Lee Jea-moon

Los siguientes jugadores ingresan al cuadro principal tras disputar el cuadro clasificatorio (Q):
- Liam Broady
- Hubert Hurkacz
- Austin Krajicek
- Bradley Mousley

## Campeones

### Individual Masculino
- Thomas Fabbiano derrotó en la final a  Teimuraz Gabashvili, 7–5, 6–1

### Dobles Masculino
- Marco Chiudinelli /  Teimuraz Gabashvili derrotaron en la final a  Ruan Roelofse /  Yi Chu-huan, 6–1, 6–3